# 266P/Christensen
266P/Christensen è una cometa periodica appartenente alla famiglia delle comete gioviane. È stata scoperta il 27 ottobre 2006 dall'astronomo statunitense Eric J. Christensen; la sua riscoperta il 15 agosto 2012 ha permesso di numerarla definitivamente.
L'unica particolarità degna di nota di questa cometa è di essere una delle due comete che potrebbe aver generato il segnale radio noto come segnale WOW.